# Aljaksandr Raeŭski
Aljaksandr Uladzimiravič Raeŭski (in bielorusso Аляксандр Уладзіміравіч Раеўскі?; Mazyr, 19 giugno 1988) è un ex calciatore bielorusso, di ruolo centrocampista.

## Carriera
Ha giocato nella prima divisione bielorussa.

## Palmarès

### Club

#### Competizioni nazionali
- Peršaja Liha: 1

Slavija-Mazyr: 2018